# Parque nacional El Guácharo
El Parque Nacional El Guácharo es un parque nacional de Venezuela ubicado en el tramo oriental de la Serranía del Interior del Sistema Montañoso Caripe, en las
serranías Cerro Negro, Cerro Papelón y Cerro El Periquito del Macizo de Caripe, entre el estado Monagas y el estado Sucre. Ocupa parte de los municipios Caripe, Acosta, Piar y Bolívar (Monagas) y Ribero (Sucre). Está conformado por dos unidades o bloques separados: el de Cerro Negro, donde se ubica la Cueva del Guácharo, y el de la Cuenca Media del río Caripe. El Parque abarca 62.700 ha; las cuales se distribuyen de la siguiente forma, al sector Cerro Negro le corresponden 15.500 ha. y al de la Cuenca Media del río Caripe 47.200 ha. Fue declarado parque nacional El Guácharo el 27 de mayo de 1975 para garantizar la continuidad de los procesos geológicos y biológicos que se cumplen en la Cueva del Guácharo. Por su parte, el Cerro Negro, donde se localiza la Cueva del Guácharo fue el primer Monumento Natural en Venezuela el 15 de julio de 1949, con el nombre de Alejandro de Humboldt.

## Historia
La Cueva del Guácharo fue visitada por el naturalista alemán Alexander von Humboldt el 18 de septiembre de 1799, aunque anteriormente ya era visitada constantemente por indígenas de la Etnia Chaima, la cueva de guácharo era importante para esta etnia y representa una parte importante de sus creencias, y donde también llevaron a cabo sus rituales los piaches; "chamanes" de la etnia, está ubicada a 4 km del poblado más cercano que es Caripe del Guácharo, al norte del Estado Monagas, justo en el sector Cerro Negro del macizo Caripe. Se ubica a 1065 m de altitud, con una temperatura promedio anual de alrededor de 21 °C, se considera hasta la actualidad que tiene una longitud aproximada de 10,5 km. Está labrada en rocas sedimentarias que se formaron hace 130 millones de años en la era mesozóica en un antiguo mar. El mar se retira producto del levantamiento de la corteza terrestre, dando origen al Macizo Oriental. La erosión hídrica, produce filtraciones que originan toda una red de ramales y galerías intercomunicadas. A lo largo de la cueva existen muchas galerías o salones, entre los que se encuentran: el Gran Salón del Derrumbe, el Salón de Alén, el Salón Precioso, el Salón del Silencio, el Salón de los Gigantes, entre otros.
La extensión total de la cueva no se conoce con exactitud, lo cual constituye un gran misterio y da lugar a muchos mitos.

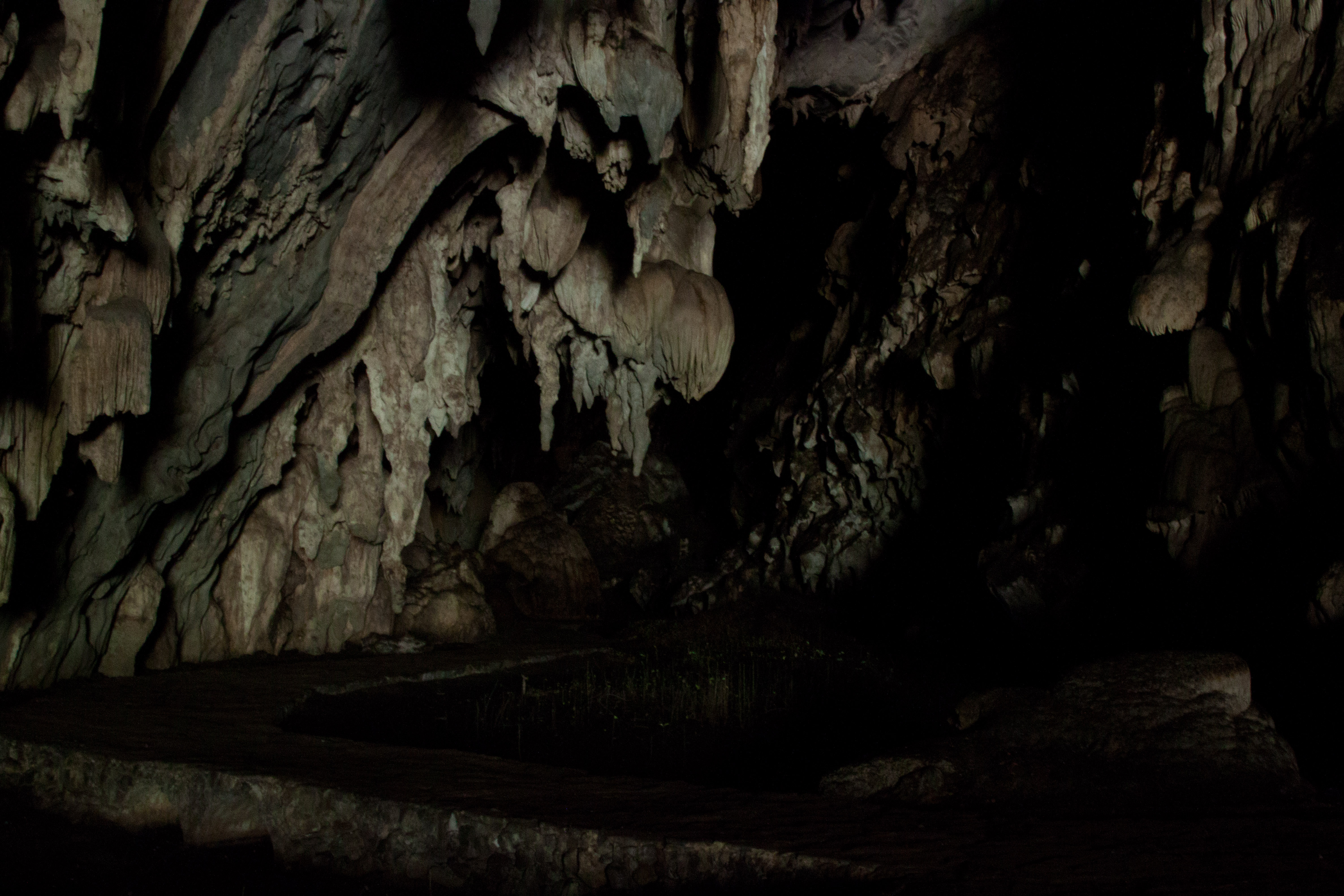
Interior de la Cueva, en el parque nacional Alejandro Humbolt, Estado Monagas, Venezuela

## Fauna
Una de las características resaltantes de este monumento es que sirve de hábitat al guácharo (Steatornis caripensis), ave de hábitos nocturnos adaptadas a vivir en la oscuridad, los cuales sólo abandonan la cueva en horas crepusculares y nocturnas cuando salen en busca de alimento. También conviven en este ecosistema algunos murciélagos, insectos, roedores, arácnidos y coleópteros.

### El Guácharo
El Steatornis caripensis o guácharo es un ave frugívora que habita la primera galería de la cueva, sale en las noches en busca de su alimento. Su nombre es onomatopéyico, se deriva del quechua waqay (chillar o llorar), por su canto característico. Su color es marrón con manchas blancas y negras, una cola larga, y con cerdas alrededor del pico. Mide unos 48 cm de largo, y tienen alrededor de 91 cm de envergadura. El guácharo produce en la cueva una capa orgánica llamada guano, formada por semillas vomitadas y excrementos que constituye el nutriente básico del ecosistema de la cueva. El acontecimiento diario más importante en el parque ocurre en horas de la tarde cuando se produce la salida de las aves de la cueva en grandes bandadas, para buscar su alimento. Esta misma especie da nombre a otro parque natural: El parque nacional natural Cueva de los Guácharos en la vertiente occidental de la Cordillera Oriental, en Venezuela. En el entorno alejado de la cueva y en otros lugares se encuentra una gran cantidad de alimento para estas aves; particularmente importante el área de la Mata de Mango, en el sector de la Cuenca Media del Río Caripe. En el vuelo nocturno, los guácharos recorren hasta 120 km de distancia para buscar frutas y semillas grasosas, especialmente en la estación no reproductiva, mientras que en la época de cría buscan su sustento en un radio de unos 40 km. De manera que el guácharo, abandona a diario, la cueva en busca de alimentos; lo hace por bandadas de miles de individuos. Luego regresa a digerir y alimentar a los pichones. Se calculan en el interior de la cueva aproximadamente 10 000 ejemplares.[cita requerida]

### Otros animales típicos del lugar
Existe una amplia variedad de avifauna, dentro del Parque, constituida por aproximadamente 370 especies de aves, entre las cuales se encuentran; chivi cabecigris, Fafao gargantiblanco, Pica Flores Negro, Pico de Frasco Esmeralda, entre otras. Existen además una variedad de mamíferos, como, Mono Araguato, cunaguaro, puma, báquiro cinchado, el Tapir, el venado caramerudo, entre otros.

## Flora
El paisaje montañoso, de relieve accidentado, dados por una hidrografía muy densa que resulta en valles estrechos limitados por vertientes fuertemente inclinadas. Existe un árbol muy común, el copey y Clusia alata. Entre otros se encuentran el Laurel, El guayabito, el paneco y el platanillo. Asociados a estos árboles se encuentran helechos arbóreos y gran número de epifitas y trepadoras. Abundan las orquídeas o la llamada flor de mayo; reconocida como la Flor Nacional de Venezuela.

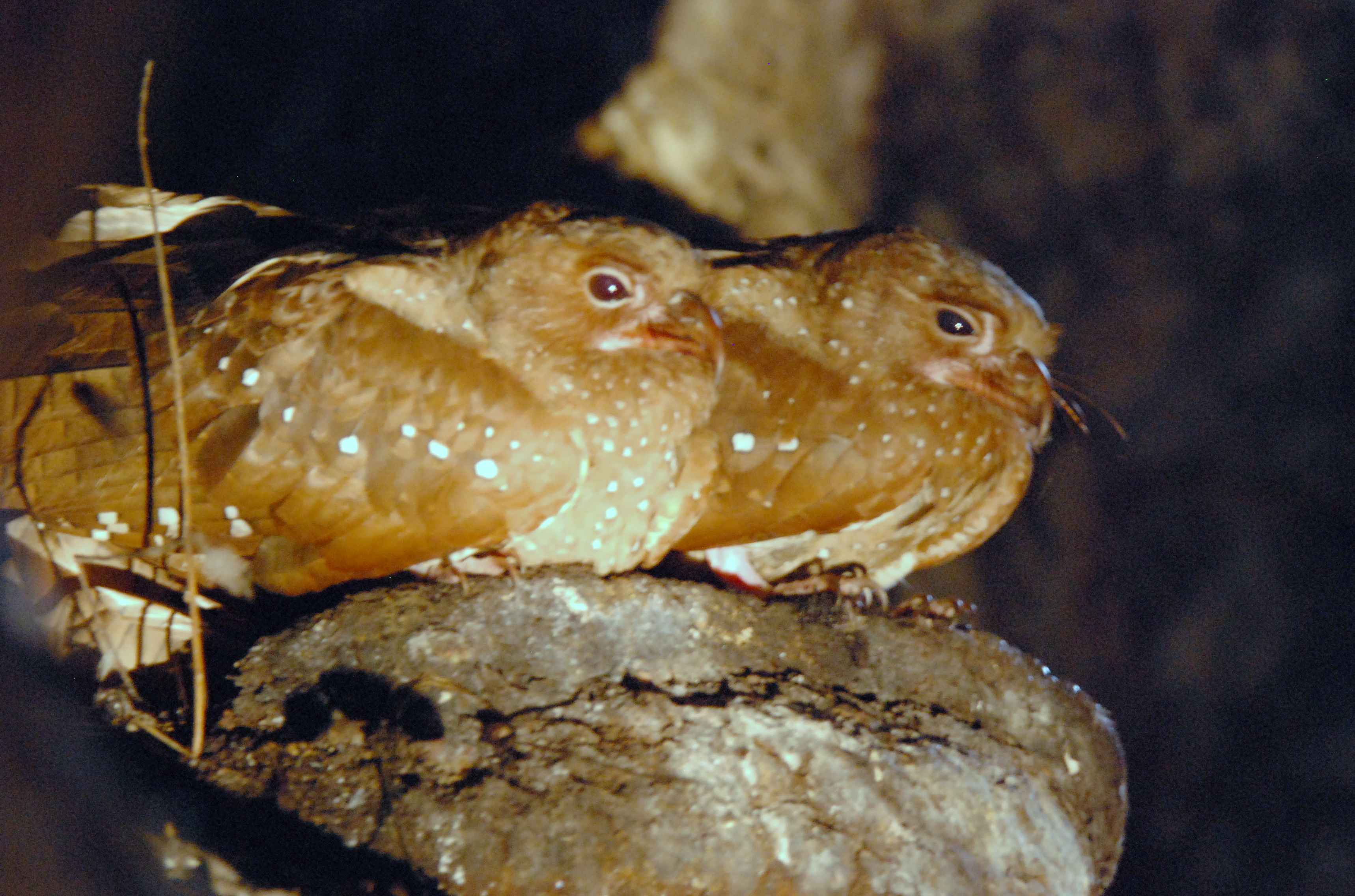
Los guácharos son las aves habitantes de la cueva.